# Śląski Rocznik Forteczny
Śląski Rocznik Forteczny – czasopismo wydawane przez Stowarzyszenie Na Rzecz Zabytków Fortyfikacji "Pro Fortalicium". Porusza głównie tematykę fortyfikacji i historii. Ukazuje się od 2008 roku.
Pierwsze Śląskie Roczniki Forteczne pomimo nazwy formalnie wydawano jako książki z odrębnymi numerami ISBN. Dopiero od III Tomu zostało to przekształcone w czasopismo-rocznik z własnym numerem ISSN. Wydawnictwo powstało dzięki wsparciu finansowemu Urzędu Marszałkowskiego Województwa Śląskiego. Wszystkie wpływy ze sprzedaży Śląskich Roczników Fortecznych przekazywane są na cele statutowe stowarzyszenia "Pro Fortalicium", czyli głównie na renowację fortyfikacji, oraz działalność naukowo-oświatową. Roczniki sprzedawane są między innymi w izbach muzealnych prowadzonych przez stowarzyszenie "Pro Fortalicium", podczas cyklicznych plenerowych imprez historycznych, w punktach informacji turystycznej, oraz na allegro. 
Artykuły zawarte w roczniku grupowane są w działach:
- Fortyfikacje Polskie
- Fortyfikacje Czechosłowackie
- Fortyfikacje Niemieckie
- Fortyfikacje Radzieckie
- Fortyfikacje Austriackie i Pruskie
- Historia
- Remonty
- Izby muzealne
- Grupy Rekonstrukcji Historycznej
- Barwa i broń
- Wspomnienia
- Stowarzyszenie ”Pro Fortalicium”

Dotychczas ukazało się 7 tomów:

## Tom I
- Dariusz Pietrucha, Schron dowodzenia Grupy Forecznej Obszaru Warownego "Śląsk" w Chorzowie,
- Waldemar Sykosz, Niemieckie obiekty obserwacyjne z okresu II wojny światowej na Górnym Śląsku,
- Jerzy Klose, Tomasz Klose, Tomasz Biskup, Tomasz Śmiałek, Ciężki schron bojowy w Chorzowie przy ul. Katowickiej,
- Adam Wojtyczka, Arkadiusz Kulik, Schron bojowy w Rybniku. Historia walk o miasto w 1939 roku i remontu schronu,
- Dawid Szydziak, Zbrosławice - schron bojowy typu Regelbau 116a,
- Maciej Wszelaki, Dawid Szydziak, Umundurowanie, wyposażenie i uzbrojenie żołnierza piechoty Wehrmachtu we wrześniu 1939 roku,
- Arkadiusz Dominiec,  Uzbrojenie i wyposażenie żołnierza 73 pułku piechoty we wrześniu 1939 roku,
- Waldemar Machoń, Schron bojowy broni maszynowej w Domu "Strzelca" Piekary Śląskie, Kamień,
- Michał Sindera, Schron bojowy nr 52 Dobieszowice (koło Piekar Śląskich),
- Piotr Adamczyk, Schron bojowy broni maszynowej "Sowiniec" Gmina Wyry, Gostyń, ul. Tęczowa.

## Tom II
- Niemiecka praca szpiegowska "Die Polnische Landesbefestigung. Stand vom 15.6.1939",
- Maciej Skolik, Druga linia obrony Obszaru Warownego "Śląsk". Położenie i znaczenie strategiczne,
- Piotr Skupień, Produkcja zbrojeniowa Huty Trzyniec w okresie międzywojennym na przykładzie kopuły obserwacyjno-bojowej model 39,
- Szymon Hrebenda, Oberschlesien-Stellung - 1944,
- Waldemar Sykosz, Ciężkie obiekty fortyfikacji niemieckiej typu "Regelbau" serii "100" i "500" z lat 1939-1945 na terenie Polski: Górny Śląsk, Mazury, Przedmieście Warszawy,
- Marcin Zarzyna, Współczesne możemy mieć tylko plomby...,
- Dariusz Pietrucha, Po drugiej stronie lustra "Walkiria" z bytomskim akcentem - mjr Herbert Erich Buchs,
- Dariusz Majchrzak, Żołnierz z 23-go...

## Tom III
- Rosyjska praca badawcza z 1941 roku S.A. Połowniewa: Polskie fortyfikacje żelbetonowe,
- Rafał Marciniak, Schrony, których już nie ma - punkt oporu Bobrowniki,
- Piotr Skupień, Muzea czechosłowackich fortyfikacji na terenie województwa morawsko-śląskiego,
- Waldemar Sykosz, Fortyfikacjie niemieckie linii B-1 z 1944 r. na terenie Jury Krakowsko-Częstochowskiej w obszarze województwa śląskiego,
- Waldemar Sykosz, Niemieckie obiekty obserwacyjne z okresu II wojny światowej na Górnym Śląsku - uzupełnienie,
- Dariusz Pietrucha, Po drugiej stronie lustra. Człowiek, który uratował Paryż - gen. piechoty Dietrich von Cholitz.. herbu Odrowąż,
- Dariusz Pietrucha. Katyń, Falaise i piorun. Pułkownik Rudolf Christoph Freiherr von Gersdorff - człowiek, który chciał zabić Hitlera.

## Tom IV
- Rafał Marciniak, Odporność schronów OWŚ z punktu widzenia artylerii Wehrmachtu,
- Waldemar Sykosz, Izba muzealna fortyfikacji niemieckich Wału Zachodniego w miejscowości Halberg,
- Dariusz Pietrucha, Roman Trager – bytomianin, który być może odmienił losy wojny,
- Dariusz Majchrzak, Kwestia jeńców niemieckich w Będzinie-Grodźcu w latach 1945-1948,
- Dariusz Pietrucha, Po drugiej stronie lustra. Gen. leut. Hartwig von Ludwiger – bytomianin, którego powieszono w Jugosławii,
- Dariusz Pietrucha, Po drugiej stronie lustra. Gen. mjr. Hellmuth Reymann – człowiek, który miał obronić upadającą stolicę III Rzeszy (czyli Prudnika ciąg dalszy).

## Tom V
- Waldemar Sykosz, Punkty oporu niemieckich pozycji „b-1 stellung” na terenie woj. śląskiego,
- Waldemar Sykosz, Fortyfikacje radzieckie z okresu II wojny światowej w Przemyślu,
- Wszelaki Maciej, Bitwa o kopalnię „Michał”,
- Majchrzak Dariusz, Sprawa umieszczenia jeńców ukraińskich w Sosnowcu podczas wojny polsko-bolszewickiej,
- Pietrucha Dariusz, Uzupełnienie – gen. piechoty Dietrich von Choltitz i gen. Hartwig von Ludwiger,
- Majchrzak Dariusz, Kwestia pochówku żołnierzy armii radzieckiej na terenie Zagłębia Dąbrowskiego w latach 40-tych XX wieku,
- Pietrucha Dariusz, Ocalić od zapomnienia, wspomnienia uczestników kampanii wrześniowej 1939

## Tom VI
- Maciej Wszelaki, Fortyfikacja polowa jako uzupełnienie fortyfikacji stałej na przykładzie Obszaru Warownego „Śląsk”.
- Waldemar Sykosz, Polskie przygotowania obronne i budowa nadgranicznych fortyfikacji wzdłuż dawnej granicy z Czechosłowacją.
- Waldemar Sykosz, Bunkier w Zbrosławicach. To już 10 lat!,
- Waldemar Sykosz, Obiekty obserwacyjno-alarmowe na Górnym Śląsku c.d.,
- Dariusz Majchrzak, Problemy z dyscypliną w 1 Pułku Strzelców Bytomskich w okresie 20-lecia międzywojennego na terenie Zagłębia Dąbrowskiego,
- Waldemar Sykosz, Historia ponad 100 Górnoślązaków z Bytomia i okolic zatrudnionych przy budowie tajnego projektu III Rzeszy w czeskiej miejscowości-widmo „Rolava – Sauersack”,
- Dariusz Majchrzak, Zagłębiacy na frontach I i II wojny światowej oraz w okresie powojennym – wybrane sylwetki,
- Dariusz Pietrucha, Różne odcienie szarości.

## Tom VII
- Pożegnanie Anioła
- Waldemar Sykosz, Pozycja Pilica („Pilica Stellung”) w Tomaszowie Mazowieckim,
- Rafał Marciniak, Schrony polowe z 1939 r. – polski projekt czy kopia schronów czeskich?,
- Dariusz Pietrucha, Austriacko-pruska twierdza w Koźlu. Historia i stan obecny,
- Spis oficerów i żołnierzy 23 pułku artylerii lekkiej z Będzina,
- Wspomnienia por. Antoniego Kuczki (Armia „Kraków”)